# Viva Las Vengeance (canção)
"Viva Las Vengeance" é uma canção do projeto solo norte-americano Panic! at the Disco. Foi lançada em 1.º de junho de 2022, como o primeiro single de seu sétimo álbum de estúdio de mesmo nome. Foi escrito por Brendon Urie, Jacob Sinclair e Mike Viola. A faixa foi anunciada em 29 de maio de 2022, e lançada ao lado de seu videoclipe.

## Recepção
Jon Blistein, da Rolling Stone, descreveu a faixa como uma "explosão de power pop, com o vocalista Brendon Urie berrando contra um fundo de harmonias exuberantes ao estilo do Queen".

## Videoclipe
O videoclipe de "Viva Las Vengeance" foi lançado em 1.º de junho de 2022 e dirigido por Brendan Walter. O vídeo envolve toda a banda tocando em um talk show de fim de noite no estilo The Ed Sullivan Show. Enquanto Urie está se apresentando, ele sofre vários ferimentos dolorosos, mas continua cantando, mesmo quando seu piano o come vivo. Após a última linha, o clipe corta para Urie, que encontra-se exausto, mas ileso, sentado ao piano, aliviado por seus ferimentos serem algum tipo de alucinação, até que ele encontra uma única gota de sangue nas teclas do piano.

## Desempenho nas tabelas musicais
| Tabela musical (2022)                                   | Melhor posição |
| ------------------------------------------------------- | -------------- |
| Canadá (Billboard Rock)                                 | 50             |
| Estados Unidos (Billboard Hot Rock & Alternative Songs) | 14             |
| Estados Unidos (Billboard Rock Airplay)                 | 10             |
| Nova Zelândia (RMNZ Hot Singles)                        | 32             |

## Histórico de lançamento
| Região         | Data               | Formato                    | Gravadora               | Ref.   |
| -------------- | ------------------ | -------------------------- | ----------------------- | ------ |
| Várias         | 1 de junho de 2022 | Download digital streaming | Fueled by Ramen         | [ 4 ]  |
| Estados Unidos | 7 de junho de 2022 | Alternative radio          | Fueled by Ramen Elektra | [ 11 ] |